# Priscila Tommy
Pour les articles homonymes, voir Tommy.
Priscila Tommy, née le 23 mai 1991 à Port Vila, est une pongiste vanuataise.
Double médaillée d'or aux Jeux du Pacifique Sud en 2007, elle est porte-drapeau de la délégation olympique du Vanuatu aux Jeux olympiques de 2008 à Pékin. Elle s'incline au premier tour de la compétition face à la Slovaque Eva Odorova.
Elle est nommée porte-drapeau de la délégation du Vanuatu aux Jeux olympiques d'été de 2024 aux côtés du judoka Hugo Cumbo.